# Lutas nos Jogos Olímpicos de Verão de 1928
As lutas nos Jogos Olímpicos de Verão de 1928 foram realizados em Amsterdã, com treze eventos disputados, sendo seis categorias de luta greco-romana e sete categorias de luta livre.

## Eventos da luta
Luta livre: até 56 kg | 56-61 kg | 61-66 kg | 66-72 kg | 72-79 kg | 96 kg | +87 kg
Luta greco-romana: até 58 kg | 58-62 kg | 62-67,5 kg | 67,5-75 kg | 75-82,5 kg | +82,5 kg

## Luta livre

### Luta livre - até 56kg
| Pos. | País      | Atletas        |
| ---- | --------- | -------------- |
|      | Finlândia | Kaarlo Mäkinen |
|      | Bélgica   | Edmond Spapen  |
|      | Canadá    | James Trifunov |

### Luta livre - 56-61kg
| Pos. | País           | Atletas            |
| ---- | -------------- | ------------------ |
|      | Estados Unidos | Allie Morrison     |
|      | Finlândia      | Kustaa Pihlajamäki |
|      | Suíça          | Hans Minder        |

### Luta livre - 61-66kg
| Pos. | País      | Atletas            |
| ---- | --------- | ------------------ |
|      | Estónia   | Osvald Käpp        |
|      | França    | Charles Pacôme     |
|      | Finlândia | Eino Augusti Leino |

### Luta livre - 66-72kg
| Pos. | País           | Atletas           |
| ---- | -------------- | ----------------- |
|      | Finlândia      | Arvo Haavisto     |
|      | Estados Unidos | Lloyd Appleton    |
|      | Canadá         | Maurice Letchford |

### Luta livre - 72-79kg
| Pos. | País        | Atletas         |
| ---- | ----------- | --------------- |
|      | Suíça       | Ernst Kyburz    |
|      | Canadá      | Donald Stockton |
|      | Reino Unido | Samuel Rabin    |

### Luta livre - 79-87kg
| Pos. | País   | Atletas        |
| ---- | ------ | -------------- |
|      | Suécia | Thure Sjöstedt |
|      | Suíça  | Arnold Bögli   |
|      | França | Henri Lefèbre  |

### Luta livre - +87kg
| Pos. | País      | Atletas         |
| ---- | --------- | --------------- |
|      | Suécia    | Johan Richthoff |
|      | Finlândia | Aukusti Sihvola |
|      | França    | Edmond Dame     |

## Luta greco-romana

### Luta greco-romana - até 58kg
| Pos. | País            | Atletas        |
| ---- | --------------- | -------------- |
|      | Alemanha        | Kurt Leucht    |
|      | Tchecoslováquia | Jindrich Maudr |
|      | Itália          | Giovanni Gozzi |

### Luta greco-romana - 58-62kg
| Pos. | País    | Atletas          |
| ---- | ------- | ---------------- |
|      | Estónia | Voldemar Väli    |
|      | Suécia  | Erki Malmberg    |
|      | Itália  | Gerolamo Quaglia |

### Luta greco-romana - 62-67,5kg
| Pos. | País      | Atletas           |
| ---- | --------- | ----------------- |
|      | Hungria   | Lajos Keresztes   |
|      | Alemanha  | Eduard Sperling   |
|      | Finlândia | Edvard Westerlund |

### Luta greco-romana - 67,5-75kg
| Pos. | País      | Atletas        |
| ---- | --------- | -------------- |
|      | Finlândia | Väinö Kokkinen |
|      | Hungria   | László Papp    |
|      | Estónia   | Albert Kusnets |

### Luta greco-romana - 75-82,5kg
| Pos. | País      | Atletas          |
| ---- | --------- | ---------------- |
|      | Egito     | Ibrahim Moustafa |
|      | Alemanha  | Adolf Rieger     |
|      | Finlândia | Onni Pellinen    |

### Luta greco-romana - +82,5kg
| Pos. | País      | Atletas         |
| ---- | --------- | --------------- |
|      | Suécia    | Rudolf Svensson |
|      | Finlândia | Hjalmar Nyström |
|      | Alemanha  | Georg Gehring   |

## Quadro de medalhas da luta
| Ordem | País                 | Medalha de ouro | Medalha de prata | Medalha de bronze | Total |
| ----- | -------------------- | --------------- | ---------------- | ----------------- | ----- |
| 1     | Finlândia (FIN)      | 3               | 3                | 3                 | 9     |
| 2     | Suécia (SWE)         | 3               | 1                | 0                 | 4     |
| 3     | Estônia (EST)        | 2               | 0                | 1                 | 3     |
| 4     | Alemanha (GER)       | 1               | 2                | 1                 | 4     |
| 5     | Suíça (SUI)          | 1               | 1                | 1                 | 3     |
| 6     | Estados Unidos (USA) | 1               | 1                | 0                 | 2     |
| 6     | Hungria (HUN)        | 1               | 1                | 0                 | 2     |
| 8     | Egito (EGY)          | 1               | 0                | 0                 | 1     |
| 9     | Canadá (CAN)         | 0               | 1                | 2                 | 3     |
| 9     | França (FRA)         | 0               | 1                | 2                 | 3     |
| 11    | Bélgica (BEL)        | 0               | 1                | 0                 | 1     |
| 11    | Checoslováquia (TCH) | 0               | 1                | 0                 | 1     |
| 11    | Itália (ITA)         | 0               | 0                | 2                 | 2     |
| 12    | Grã-Bretanha (GBR)   | 0               | 0                | 1                 | 1     |